# Ковальский, Тадеуш (спортсмен)
Тадеуш Ковальский (пол. Tadeusz Kowalski; 31 мая 1894 года, Львов, Австро-Венгрия — апрель 1940 года, Харьков, СССР) — польский фигурист, бронзовый призёр чемпионата Европы 1934 года, девятикратный чемпион Польши 1927—1935 годов в парном катании. Выступал в паре с Зофьей Билёровной.
Тадеуш Ковальский также занимался футболом, с 1912 по 1928 год играл за команду города Львов. Был офицером польской армии в звании капитана. В 2007 году Министерство обороны Польши посмертно присвоило ему звание майора.

## Достижения в фигурном катании
| Соревнования/Сезоны | 1927 | 1928 | 1929 | 1930 | 1931 | 1932 | 1933 | 1934 | 1935 |
| ------------------- | ---- | ---- | ---- | ---- | ---- | ---- | ---- | ---- | ---- |
| Чемпионаты мира     |      |      |      |      |      |      |      | 4    | 5    |
| Чемпионаты Европы   |      |      |      |      |      |      |      | 3    |      |
| Чемпионаты Польши   | 1    | 1    | 1    | 1    | 1    | 1    | 1    | 1    | 1    |